# 模糊网纹蚤
模糊网纹蚤（学名：Ceriodaphnia dubia）为蚤科网纹蚤属的动物。分布于亚洲、欧洲、非洲、北美洲、台湾岛等地，属于广温性物种。其一般栖息于湖泊、水库的沿岸区以及水塘和稻田内，多在水草间。